# W. G. 콜링우드

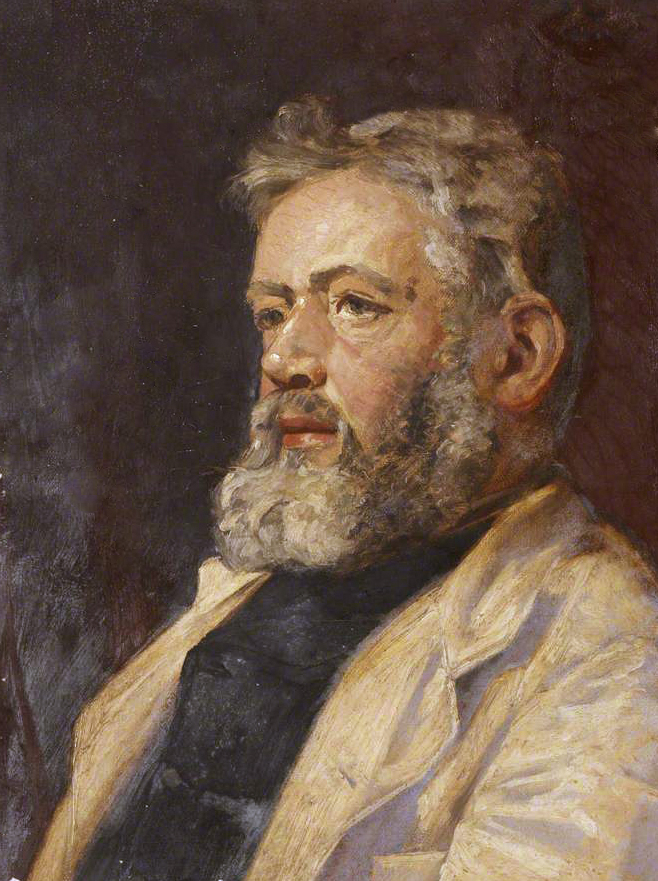
자화상

W. G. 콜링우드(William Gershom Collingwood, 1854년 8월 6일 ~ 1932년 10월 1일)는 영국의 작가, 화가, 골동품 연구가, 교수이다. 스칸디나비아 문화를 연구하는 모임 ‘Viking Society for Northern Research’의 일원이기도 하였다.